# Coppa del Presidente dell'AFC 2007
La Coppa del Presidente dell'AFC 2007 è la terza edizione della Coppa del Presidente dell'AFC, una competizione calcistica internazionale per squadre di club asiatiche provenienti da quelle nazioni categorizzate come "emergenti" dalla Asian Football Confederation. Tutte le partite vennero disputate nel settembre 2007 a Lahore, Pakistan.

## Fase a gironi

### Gruppo A
| Squadra            | Pti | G | V | N | P | GF | GS | DR  |
| ------------------ | --- | - | - | - | - | -- | -- | --- |
| Regar TadAZ        | 9   | 3 | 3 | 0 | 0 | 16 | 1  | +15 |
| Ratnam Sports Club | 4   | 3 | 1 | 1 | 1 | 9  | 5  | +4  |
| Transport United   | 3   | 3 | 1 | 0 | 2 | 4  | 21 | -17 |
| Pakistan Army      | 1   | 3 | 0 | 1 | 2 | 6  | 8  | -2  |

| 20 settembre 2007  |        |                    |                        |       |
| Pakistan Army      | 3 - 3  | Ratnam Sports Club | Punjab Stadium, Lahore | 20:15 |
| Transport United   | 0 - 13 | Regar TadAZ        | Punjab Stadium, Lahore | 23:00 |
| 22 settembre 2007  |        |                    |                        |       |
| Regar TadAZ        | 2 - 1  | Pakistan Army      | Punjab Stadium, Lahore | 19:30 |
| Ratnam Sports Club | 6 - 1  | Transport United   | Punjab Stadium, Lahore | 22:15 |
| 25 settembre 2007  |        |                    |                        |       |
| Transport United   | 3 - 2  | Pakistan Army      | Punjab Stadium, Lahore | 12:00 |
| Regar TadAZ        | 1 - 0  | Ratnam Sports Club | WAPDA Stadium, Lahore  | 12:00 |

### Gruppo B
| Squadra              | Pti | G | V | N | P | GF | GS | DR  |
| -------------------- | --- | - | - | - | - | -- | -- | --- |
| Dordoi-Dynamo        | 9   | 3 | 3 | 0 | 0 | 12 | 0  | +12 |
| Mahendra Police Club | 4   | 3 | 1 | 1 | 1 | 6  | 7  | -1  |
| Khemara              | 3   | 3 | 1 | 0 | 2 | 5  | 10 | -5  |
| Tatung               | 1   | 3 | 0 | 1 | 2 | 0  | 6  | -6  |

| 21 settembre 2007    |       |                      |                        |       |
| Khemara              | 0 - 4 | Dordoi-Dynamo        | Punjab Stadium, Lahore | 19:30 |
| Mahendra Police Club | 0 - 0 | Tatung               | Punjab Stadium, Lahore | 22:15 |
| 23 settembre 2007    |       |                      |                        |       |
| Tatung               | 0 - 1 | Khemara              | Punjab Stadium, Lahore | 19:30 |
| Dordoi-Dynamo        | 3 - 0 | Mahendra Police Club | Punjab Stadium, Lahore | 22:15 |
| 25 settembre 2007    |       |                      |                        |       |
| Mahendra Police Club | 6 - 4 | Khemara              | Punjab Stadium, Lahore | 15:30 |
| Tatung               | 0 - 5 | Dordoi-Dynamo        | WAPDA Stadium, Lahore  | 15:30 |

## Semifinali
| 27 settembre 2007 |                   |                      |                        |       |
| Regar TadAZ       | 1 – 2             | Mahendra Police Club | Punjab Stadium, Lahore | 19:30 |
| 28 settembre 2007 |                   |                      |                        |       |
| Dordoi-Dynamo     | 1 – 1 (dcr 4 – 3) | Ratnam Sports Club   | Punjab Stadium, Lahore | 19:30 |

## Finale
| 30 settembre 2007    |       |               |                        |       |
| Mahendra Police Club | 1 – 2 | Dordoi-Dynamo | Punjab Stadium, Lahore | 20:30 |